# Kanton Appenzell

Wappen des Kantons Appenzell
(heute des Kantons Appenzell Innerrhoden)

Wappen des Kantons Appenzell im Siegel der Eidgenossenschaft von 1948 (fand aber ausserhalb desselben wenig Verwendung)

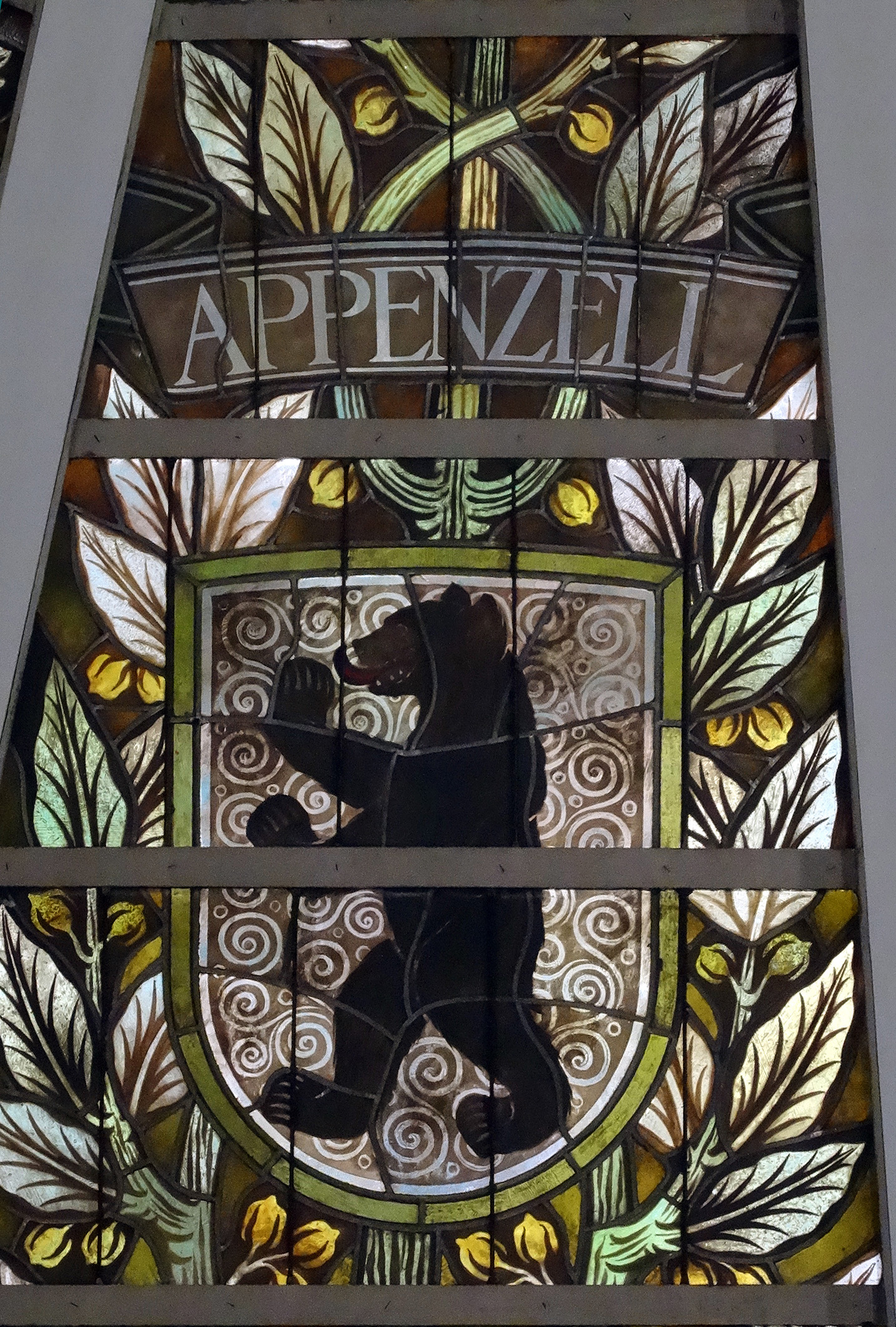
Glasmalerei in der Kuppel des Bundeshauses

Der Kanton Appenzell war ein Mitglied der Alten Eidgenossenschaft und wurde 1597 in die beiden Halbkantone Appenzell Innerrhoden und Appenzell Ausserrhoden aufgeteilt (Landteilung (Appenzell)).
Der Name Appenzell (lateinisch abbatis cella) bedeutet «Zelle (d. h. Gutsbesitz) des Abtes». Dies bezieht sich auf die Fürstabtei St. Gallen, die grossen Einfluss auf das Gebiet ausübte. 1411 wurde Appenzell ein zugewandter Ort und 1513 ein Vollmitglied der Eidgenossenschaft. Die konfessionellen Konflikte in der Gegenreformation führten dazu, dass sich der Kanton 1597 in das katholische Innerrhoden und das reformierte Ausserrhoden teilte.
«Kanton Appenzell» blieb als Sammelbegriff für beide Teile in Gebrauch. Der «Kanton Appenzell (beider Rhoden)» war Kanton der modernen Schweizerischen Eidgenossenschaft von 1815 bis 1998. Seit 1999 zählen Appenzell Inner- und Ausserrhoden als zwei Kantone, meist spricht man von «den beiden Appenzell» (politisch) oder vom «Appenzellerland» (geographisch), wenn man Inner- und Ausserrhoden gemeinsam meint. Häufig zu hören ist auch «das Appenzell».

## Geschichte
Im 7. und 8. Jahrhundert begann die alemannische Besiedelung des Appenzellerlandes entlang der Glatt. Die älteste Appenzeller Siedlung ist Schwänberg bei Herisau. Im geistigen und kulturellen Bereich hatte die Fürstabtei St. Gallen grosse Bedeutung. Im Jahr 907 schaffte der Abt und Bischof Salomo im Kloster St. Gallen die Kirchhöri Herisau. Zu dieser Zeit findet sich die erste Nennung einer Kirche Herisau. Im Jahr 1071 erfolgte ein Neubruch im Talkessel und eine Kirche wurde gestiftet. Der Name Appenzell wird erstmals genannt als abbatis cella.
Im Verlauf der Appenzellerkriege fand 1403 die Schlacht bei Vögelinsegg und 1405 die Schlacht am Stoss statt. Auslöser war ein hartes Steuerregiment des St. Galler Abts Kuno und seines Landvogts Clanx zu Appenzell, dessen Burg die Appenzeller Bauern in der Folge aus Zorn zerstört hatten. 1411 wurde Appenzell als Folge dieser Ereignisse zugewandter Ort der acht alten eidgenössischen Orte. Im Jahr 1513 erfolgte die Aufnahme Appenzells als 13. Ort in die Eidgenossenschaft.
Während der Reformation kam es zum Streit der beiden konfessionellen Lager des reformierten äusseren und des katholischen inneren Rhoden. Aufgrund des Konfliktes um den Beitritt des Kantons zu Bündnissen der katholischen Orte mit dem Borromäischen Bund und Spanien (der damaligen Vormacht des Katholizismus) teilte sich Appenzell 1597 mit der «Landteilung Appenzell» in das katholische Innerrhoden und in das reformierte Ausserrhoden.